# Hanniwka (Bolhrad, östlich)

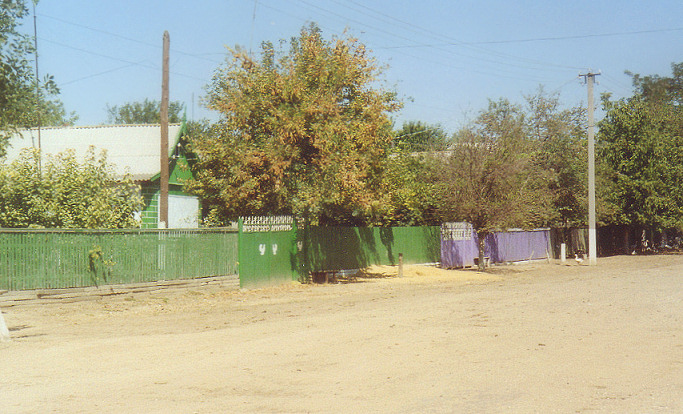
Dorfstraße, 2005

Hanniwka (ukrainisch Ганнівка; deutsch Hannowka, russisch Ганновка Gannowka – älter auch Анновка Annowka, rumänisch Inculițeni) ist ein Straßendorf mit 653 Einwohnern (Stand: 2004) im Rajon Bolhrad der ukrainischen Oblast Odessa. Es wurde 1825 im russischen Gouvernement Bessarabien von russischen Siedlern als Annowka gegründet. Ab 1896 wurde die Bebauung am südlichen Dorfende von bessarabiendeutschen Siedlern fortgesetzt, die ihren Dorfteil Hannowka nannten. Sie wurden 1940, wie fast alle deutschstämmigen Bewohner Bessarabiens, ins Deutsche Reich umgesiedelt. Ihre Höfe übernahmen aus anderen Teilen der Sowjetunion hier angesiedelte Menschen.

## Lage
Das Dorf befand sich im 19. und 20. Jahrhundert innerhalb des Hauptsiedlungsgebietes von Deutschen in Bessarabien. Es war aufgrund seiner Randlage weiter entfernt von den großen deutschen Marktorten und Zentren des Deutschtums in Tarutyne und Arzys. Etwa 2 km westlich führte am Dorf die Landstraße zwischen der Kreisstadt Bendery und Tarutyne vorbei. Heute befindet sich Hanniwka auf ukrainischem Gebiet einen Kilometer östlich der Staatsgrenze zur Republik Moldau.

### Landschaft
Hanniwka liegt in der historischen Landschaft Bessarabien und im südbessarabischen Steppengebiet des Budschaks. Die Landschaft ist ein leicht hügeliges Land mit fruchtbarer Schwarzerde. Die Siedler nutzten den Boden meist als Ackerland, weniger zur Viehweide. Anfänglich war das Land weitläufig und nahezu baumfrei, wurde aber nach dem Zweiten Weltkrieg in sowjetischer Zeit baumreicher durch Aufforstungen.

### Siedlung
Das Dorf liegt in einem langgestreckten flachen Tal, das von etwa 30 Meter hohen Hängen eingefasst ist. Durch den Talgrund fließt ein Bach. Der Ort wurde Anfang des 19. Jahrhunderts so angelegt wie die meisten Straßendörfer früherer Kolonisten im damaligen russischen Gouvernement Bessarabien. Die Höfe stehen noch heute entlang von zwei parallel verlaufenden Dorfstraßen. Dazwischen fließt ein Bach durch den Ort. Die Dorfstraßen sind immer noch weitgehend unbefestigte und breite Wege, die im Frühjahr und im Herbst bei Regen schwer passierbar sind.
Obwohl bei der Besiedlung im 19. Jahrhundert verschiedene Volksgruppen (Rumänen, Russen, Deutsche, Ukrainer, Bulgaren, Juden) jeweils in eigenen Dörfern angesiedelt wurden, lebten in Hannowka und Annowka Russen sowie Deutsche in einem Dorf, aber räumlich getrennt. An der fast zwei Kilometer langen Dorfstraße lagen 1940 im nördlichen Dorfteil die Höfe von etwa 850 russischen Bewohnern. Die 97 Siedlungshöfe der 420 Deutschen standen im südlichen Dorfteil. Dort entstand 1938 ein Molkereigebäude.

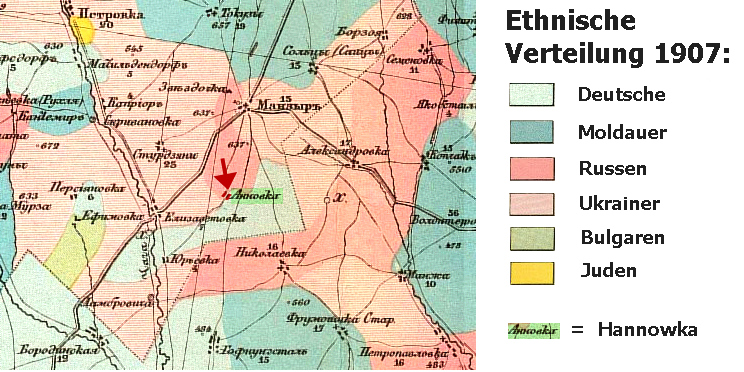
Landkartenausschnitt mit Hannowka von 1907 mit ethnischer Verteilung in der Region
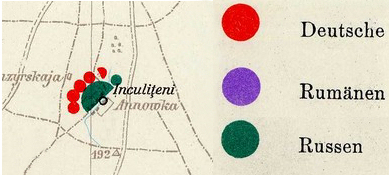
Ethnische Verteilung in Hannowka auf Basis der rumänischen Volkszählung von 1930, 550 Russen, 450 Deutsche

### Höfe

Hofgrundriss im deutschen Dorfteil Hannowka

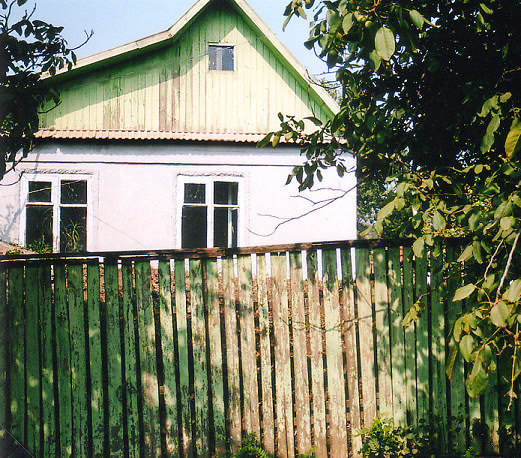
Früherer deutscher Hof, 2002

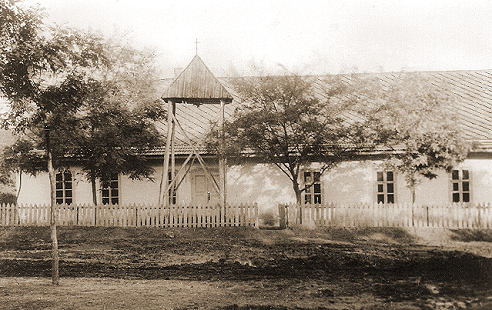
Bethaus der deutschstämmigen Bewohner mit Glockenstuhl, gleichzeitig deutsche Dorfschule, etwa 1940

Das Dorf bestand aus Bauernhöfen, die mit dem Giebel zur Straßenseite an einer der beiden Hauptstraßen aufgereiht lagen. Es waren ebenerdige, langgestreckte Gebäude aus Lehmziegeln, verputzt und weißgetüncht sowie mit Schilfrohr gedeckt. Als Grundstücksbegrenzung zur Straße diente eine Lehmmauer. Die Grundstücke waren etwa 20 Meter breit und 400 m lang. Darauf gab es neben den Wohn- und Nebengebäuden verschiedene Wirtschaftsflächen (Dreschplatz, Heuschober). Im hinteren Grundstücksteil zum Hang hin war meist ein großer Weingarten angelegt. Alle Dorfbewohner lebten von der Landwirtschaft.
Inzwischen hat sich das Erscheinungsbild der Hofflächen und Gebäude verändert. Nach dem Weggang der deutschen Bewohner 1940 zogen in die leerstehenden Höfe Menschen aus anderen Teilen der Sowjetunion, die hier angesiedelt wurden. Ställe, Schuppen und Nebengebäude riss man wegen des kollektiven Wirtschaftens in Kolchosen ab.

## Geschichte
Als sich deutsche Siedler um 1896 am Rande des russischen Dorfes Annowka in einer eigenen Siedlung ansiedelten, dürften sie den Buchstaben „H“ vor Annowka gesetzt haben, um nicht mit weiteren Siedlungen dieses Namens verwechselt zu werden.
Die Anzahl der ersten deutschen Gründerfamilien war gering. Sie kamen aus den bessarabiendeutschen Siedlungen Arzis, Budschak, Brienne, Hoffnungstal, Plotzk und Teplitz. Die neuen Siedler kamen vermutlich wegen der Landnot in ihren Herkunftsgemeinden und pachteten hier Land zur Bewirtschaftung. 1903 lebten im deutschen Dorfteil bereits 110 Personen, darunter 38 Schulkinder. Für sie errichtete die Dorfgemeinschaft in diesem Jahr das Bet- und Schulhaus.

### Umsiedlung der Deutschen 1940
Als Folge des Hitler-Stalin-Paktes besetzte die Rote Armee Ende Juni 1940 Bessarabien. Nach dem Zustandekommen eines Umsiedlungsvertrages zwischen der Sowjetunion und dem Deutschen Reich im September 1940 bekamen die deutschstämmigen Bewohner des Dorfteils Hannowka, wie alle Bessarabiendeutschen, die Möglichkeit zur Umsiedlung auf freiwilliger Basis. Davon machten nahezu alle berechtigten Personen Gebrauch, vor allem aus Furcht vor der ungewissen Zukunft im Sowjetsystem.
Die für Hannowka zuständige deutsche Umsiedlungskommission hatte ihren Sitz im Nachbarort Hoffnungstal. Sie registrierte die Umsiedlungswilligen und schätzte in Zusammenarbeit mit der sowjetischen Umsiedlungskommission ihr zurückgelassenes Vermögen. Im Oktober transportierten Busse und Lastwagen Frauen sowie Kinder zum 150 km entfernten Donau-Hafen Galatz. Die Männer folgten als Treck mit Pferdewagen. Mit Donaudampfern und der Eisenbahn reisten die Dorfbewohner ins Deutsche Reich, wo sie in Lagern in Sachsen untergebracht wurden. Nach 1–2 Jahren wurden ihnen neue Hofstellen im Generalgouvernement nahe Zamość zugewiesen, deren polnische Inhaber enteignet wurden, was zu reger Partisanentätigkeit mit nächtlichen Überfällen führte.

### Nach 1940 bis heute
Nach der sowjetischen Übernahme 1940 wurde in den Dörfern Bessarabiens das Sowjetsystem eingeführt, ein Jahr später jedoch bei der Eroberung Bessarabiens 1941 im Rahmen des Überfalls auf die Sowjetunion durch deutsche und rumänische Truppen wieder rückgängig gemacht. 1944 nahm die Rote Armee das Gebiet erneut ein. Nach 1945 gehörte Hanniwka zur Ukrainischen Sozialistischen Sowjetrepublik. Rund einem Kilometer nördlich lag die Grenze zur früheren Moldauischen Sozialistischen Sowjetrepublik, heute Republik Moldau. Im Dorf erfolgte die Kollektivierung der Landwirtschaft, von der heute mehrere Kolchosegebäude inner- und außerhalb des Ortes zeugen. Viele Häuser der deutschen Ortsgründer waren nach 1940 nicht mehr bewohnt und verfielen oder sind abgerissen worden. Das frühere Bet- und Schulhaus der deutschen Siedler ist ein gepflegtes Schulgebäude, das man um zwei baugleiche Trakte erweiterte.
Nach dem Zerfall der Sowjetunion 1991 wurde das Dorf Teil der unabhängigen Ukraine.

## Verwaltungsgliederung
Am 12. Juni 2020 wurde das Dorf ein Teil der Siedlungsgemeinde Budschak; bis dahin bildete es zusammen mit dem Dorf Nowoseliwka (Новоселівка) die Landratsgemeinde Hanniwka (Ганнівська сільська рада/Hanniwska silska rada) im Nordosten des Rajons Tarutyne.
Seit dem 17. Juli 2020 ist es ein Teil des Rajons Bolhrad.